# Andrew Lyon
Andrew Lyon ist ein kanadischer Biathlet.
Andrew Lyon startet für Rocky Mountain Racers. Er nahm an den Nordamerikanischen Meisterschaften im Sommerbiathlon 2008 in Canmore teil. Lyon wurde bei den Rennen Crosslauf-Rennen im Sprint hinter Aaron Scott Silbermedaillengewinner und verpasste als Viertplatzierter im Verfolgungsrennen eine weitere Medaille.